# Vlag van Miyazaki

Vlag van Miyazaki (ratio 5:7)

De prefecturale vlag van Miyazaki bestaat uit een lichtgroen vlak met een geel gestileerd katakana-karakter ミ [mi] die eruitziet als een trap naar boven om de vooruitgang van de prefectuur voorstelt. Groen staat voor de natuur, en geel staat voor de zon. De prefecturale vlag werd op 22 december 1964 aangenomen.